# スノー島
スノー島（スノーとう、英語: Snow Island）は、南極地域のサウス・シェトランド諸島にある島。リヴィングストン島の南西6kmに位置する長さ16km、幅8kmの島で、完全に氷に覆われている。面積は120.4km2である。この島は、1820年代よりアメリカとイギリスのアザラシ猟の場として知られており、スノー島という名前は100年以上に渡り国際的に使われている。